# Pniewo (Osiek-Włostybory)
Pniewo – przysiółek wsi Osiek-Włostybory w Polsce, położony w województwie mazowieckim, w powiecie sierpeckim, w gminie Zawidz.
W latach 1975–1998 przysiółek administracyjnie należał do województwa płockiego.